# Eládio Ribeiro Neto

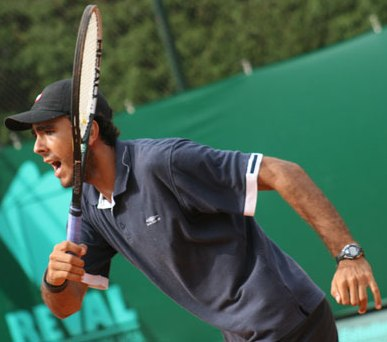
Eládio Ribeiro Neto

Eládio Ribeiro Neto (Brasília, 9 de janeiro de 1986) é um tenista profissional brasileiro.

## Trajetória
Eládio começou sua carreira aos nove anos de idade. Foi campeão brasileiro em 2004 aos dezoito anos.
O tenista brasiliense começou sua carreira na Associação de Tenistas Profissionais (ATP) em 2005, numa derrota para o paranaense Alexandre Bonatto.
Sua primeira conquista na ATP surgiu na vitória sobre Pertti Vesantera, também em 2005; neste ano jogou dois torneios.
Em 2006 também jogou dois torneios e conquistou uma vitória sobre Bruno Calabro.
No ano seguinte, cresceu no circuito, com mais torneios jogados, e conquistou sua principal vitória até então sobre o espanhol Cesar Ferrer-Victoria (390º), no Future de Recife, e terminou o ano em 1023º do ranking mundial.
Em 2008 se destacou como o brasileiro que mais subiu no ranking da ATP (saltou de 1023º para 444º). Os resultados que levaram Eládio à essa posição foram quatro finais, oito quartas de final, e quatro oitavas-de final, em torneios da série Future. Jogou 18 torneios em 2008. Também voltou a figurar no ranking de duplas na posição de 913º.
Em 2009 chegou ao seu primeiro título profissional, no Future de Fortaleza, ao lado de Alexandre Bonatto nas duplas. Fez também os primeiros pontos em torneio nível challenger, em Brasília, onde foi derrotado na segunda rodada em jogo duro por Nicolas Massu, ex-campeão olímpico de tênis.
Em 2010, depois de chegar à décima final de future (dados do site da ATP indicam que é o tenista brasileiro que mais chegou em finais de simples em torneios profissionais no biênio 2009/2010), ganhou o seu primeiro torneio future em Araçatuba, em final contra Carlos Oliveira, por 6-3 e 6-2.
Também em 2010 chegou pela primeira vez às quartas de final de um torneio challenger, o Buenos Aires 75.0000. Neste ano foi indicado pelo site Tênis Brasil como um dos tenistas que mais evoluiu no ano no Brasil, ficando em terceiro lugar segundo os especialistas entrevistados.
Terminou 2010 nos Top 300, na posição 296 no ranking da ATP.
Sua carreira conta com uma valorosa equipe de colaboradores, além do seu técnico Marcel Aguiar.

## Ranking
- Atual ranking de simples: 309 (09/07/2011)
- Melhor ranking de simples: 296 (27/12/2010)
- Atual ranking de duplas: 786
- Melhor ranking de duplas: 539 (16/11/2009)

## Carreira

### Adulto
Em 2011
- Finalista dos futures de F2 Salvador, e dos dois futures de Brasília F10 e Brasília F44 (disputada em 24 de dezembro de 2011) semi-finalista do Brasil F11, F17 e F39.
- Quartas de final do Challenger  de Belo Horizonte

Em 2010
- Campeão do Future de Araçatuba, SP
- vice campeão dos Futures brasileiros F4, F9, F21, F32 e F36, e semi-finalista do Brasil F8 e F19
- Quartas de final do challenger 75.000 de Buenos Aires

Em 2009
- Campeão de duplas do Future de Fortaleza, ao lado de Alexandre Bonatto
- Finalista de simples de 3 torneios Future F12, F15 e F32

### Juvenil
Em 2004
- Campeão brasileiro juvenil
- Janeiro: semifinalista em simples no Paraíba Tour em João Pessoa (em duplas)
- Janeiro: campeão do Caju Bowl  em Recife (simples e duplas)
- Janeiro: campeão do Sururu Bowl em Maceió (simples e duplas)
- Janeiro: campeão do Caranguejo Bowl em Aracaju (simples)
- Janeiro: campeão do Aberto de Salvador na Costa do Sauípe (simples e duplas)
- Fevereiro: Torneio Brasiliense 1ª Classe: Campeão
- Torneio brasiliense 18 anos: campeão
- Pelicano Open 1ª Classe: campeão
- Torneio Cota Mil 1ª Classe: campeão
- Torneio 1ª Classe: Macarronada Open: campeão
- Torneio 1ª Classe – Quadra Open: campeão
- Torneio 1ª Classe Assefaz: campeão
- Torneio 1ª Classe- AAP Copa Laker: campeão
- Torneio 1ª Classe Minas Tênis Clube: campeão

Em 2003
- Estréia na categoria dezoito anos no Torneio de Confraternização General Marcello Dantas no Clube do Exército na categoria Classe "A" Especial: campeão
- Março: Circuito Centro Oeste Etapa Brasília: semifinalista
- Abril: Praia Open Brasileiro em Uberlândia: campeão nas categorias simples e duplas
- Maio: Circuito Centro Oeste - etapa em Goiânia: vice-campeão
- Maio: quartas de final: Grand Slam Nacional: Etapa M.Sul
- Junho: convocado para inter-federações representando o Distrito Federal.
- Janeiro: Aberto da Cidade de Salvador em Salvador
- Janeiro: IX Caranguejo Bowl em Aracaju
- Janeiro: Paraíba Tour em João Pessoa
- Janeiro: Sururu Bowl em Maceió
- Janeiro: Jerimum Bowl em Natal
- Fevereiro: 33º Banana Bowl
- Internacional – São Paulo
- Fevereiro: Circuito Credicard/Mastercard: Juniors Cup: etapa no Rio de Janeiro
- 1ª. Copa Fino: semifinalista

Em 2002
- Master da Federação Brasiliense de Tênis, 16 anos de Brasília: campeão
- Aberto da Juventude na Academia Brasileira de Tênis, ATB: campeão
- Circuito Banco do Brasil de Tênis: quartas de final
- Praia Open Nacional, Uberlândia: semi-finalista
- Aberto da Juventude, Brasileirão: oitavas de final
- Circuito Credicard - furou o qualyfing entrando na chave principal.
- Circuito Centro Oeste, 1ª Eetapa no Distrito Federal
- Circuito Centro Oeste, 2ª etapa em Goiânia
- Circuito Centro Oeste, 3ª etapa em Campo Grande: não participou
- Circuito Centro Oeste, 4ª etapa em Cuiabá: campeão nos jogos de duplas e jogos de simples
- Aberto da Juventude: campeão
- Torneio Pica-Pau Bol: Araguari: campeão de duplas e de simples
- Master do Circuito Centro Oeste: oitavas-de-final
- Quadra Open: campeão
- Festival da Quadra: campeão